# Subsecretaría de Evaluación Social de Chile
La Subsecretaría de Evaluación Social de Chile es una subsecretaría de Estado dependiente del Ministerio de Desarrollo Social y Familia, y cuya función es el diseño, la coordinación y  la evaluación de las políticas sociales del gobierno de Chile, de modo de contribuir a mejorar la focalización del gasto social a través de la evaluación permanente de los programas que implementa el Estado. Desde el 11 de marzo de 2022, la subsecretaria respectiva es Paula Poblete Maureira, actuando bajo el gobierno de Gabriel Boric.
Fue creada durante el primer gobierno de Sebastián Piñera, el 13 de octubre de 2011, mediante la ley n° 20.530, que a su vez creó el Ministerio de Desarrollo Social (MDS), reemplazando a la Subsecretaría de Planificación y Cooperación, entonces dependiente del Ministerio de Planificación y Cooperación (Mideplan).

## Funciones
La Subsecretaría trabaja en el análisis de la realidad social por medio de encuestas y caracterización social, de manera de detectar las necesidades que tiene nuestro país, y así contribuir a sentar bases para la construcción de políticas públicas. Con el objetivo de fomentar la inclusión social de los grupos más vulnerables, esta Subsecretaría también toma por misión promover la participación de la sociedad civil y el sector privado en la generación de alianzas que favorezcan el desarrollo social del país. Finalmente, la evaluación social de proyectos de inversión pública es otro eje institucional, con el objetivo de velar por una asignación eficiente de recursos, transparentar procesos, apoyar la toma de decisiones en materia de inversión y contribuir al bienestar de la comunidad.

## Estructura
De la Subsecretaría de Evaluación Social dependen los siguientes órganos:
- División de Evaluación Social de Inversiones[Nota 1]
  - Departamento de Inversiones
  - Departamento de Metodologías
  - Departamento de Estudios y Gestión de la Inversión

- División de Observatorio Social
  - Departamento de Análisis de la Realidad Social
  - Departamento de Investigación Social

- División de Políticas Sociales
  - Departamento de Estudios
  - Departamento de Monitoreo de Programas Sociales

- División de Administración y Finanzas
  - Departamento de Finanzas
  - Departamento de Recursos Humanos
  - Departamento de Administración Interna
  - Departamento de Adquisiciones

- División de Cooperación Público-Privada
  - Departamento de Desarrollo Inclusivo
  - Departamento de Sociedad Civil

- División de Información Social
  - Departamento de Tecnologías de la Información y Procesos
  - Departamento de Sistemas de Información Social
  - Departamento de Análisis de la Información Social

## Subsecretarias
| Retrato | Titular                  | Partido | Inicio                | Final               | Presidente        |
| ------- | ------------------------ | ------- | --------------------- | ------------------- | ----------------- |
|         | Soledad Arellano Schmidt | Ind.    | 13 de octubre de 2011 | 11 de marzo de 2014 | Sebastián Piñera  |
|         | Heidi Berner Herrera     | Ind.    | 11 de marzo de 2014   | 11 de marzo de 2018 | Michelle Bachelet |
|         | Alejandra Candia Díaz    | Ind.    | 11 de marzo de 2018   | 11 de marzo de 2022 | Sebastián Piñera  |
|         | Paula Poblete Maureira   | FA      | 11 de marzo de 2022   | En el cargo         | Gabriel Boric     |